# Гренландски кит
Гренландски кит (лат. Balaena mysticetus) је сисар из реда папкара (Artiodactyla) и инфрареда китова (Cetacea). 

## Распрострањење
Ареал врсте покрива арктичка подручја. Укључује Арктичко море, северни Атлантик и северни Пацифик. 
Присутна је у морском подручју око следећих држава: Данска (Гренланд), Канада, Русија, Норвешка, Јапан, Исланд и Сједињене Америчке Државе (Аљаска).

## Станиште
Станишта врсте су мора у субарктичком и арктичком подручју.

## Угроженост
Ова врста је наведена као последња брига, јер има широко распрострањење и честа је врста.